# Кротти, Жан
Жан-Жозеф Кротти (фр. Jean-Joseph Crotti; 24 апреля 1878[…], Бюль, Фрибур — 30 января 1958[…], Париж) — швейцарский и французский график и художник-авангардист.

## Жизнь и творчество
Жан Кротти родился в семье происходившего из итальяноязычного кантона Тичино художника и скульптора Шарля (Карло) Кротти. В юности он помогал отцу в его ателье по декорированию фасадов и в гипсовой мастерской во Фрибуре, затем в зиму 1894—1895 годов учился в мюнхенской Высшей школе прикладного искусства. В 1898 году Ж. Кротти — практикант в мастерской театрального художника в Марселе, в 1901 году он поступает в парижскую академию Жюлиана. В 1908 году художник женится на Ивонне-Антуанетте Шастель.
Первоначально Ж. Кротти работал в стиле импрессионистов, затем — экспериментировал с фовизмом, Наби и искусством модерн. С 1910 года он обращается к кубизму и через него — к дадаизму. Впервые художник выставляет свои работы в 1907 году в Осеннем салоне и в 1908 — в Салоне Независимых. С началом Первой мировой войны швейцарец Ж. Кротти уезжает с женой в США, к своему брату в Огайо. Затем они перебираются в Нью-Йорк, где знакомятся с меценатами и коллекционерами произведений искусства, супругами Аренсберг и с художниками Франсисом Пикабиа и Марселем Дюшаном. Осенью и зимой 1915—1916 годов Кротти работает с М. Дюшаном в общем ателье; здесь он встречает сестру Марселя, художницу Сюзанну Дюшан.
Осенью 1916 года Кротти покидает свою жену и возвращается в Париж. Здесь он сразу же после своего развода в 1919 году женится на С. Дюшан. В последующие годы он много рисует и выставляет свои работы в крупнейших галереях Франции, Германии, Англии и США. В 1925 году полотна Кротти участвуют в парижской Международной выставке, в 1926—1927 организуется экспозиция его работ в бруклинском Музее современного искусства. В конце 1930-х годов Ж. Кротти открывает и использует новую технику в живописи по стеклу, названную «Gemmail». При этом цветные, раскрашенные стеклянные части прикреплялись при помощи клея к прозрачной стеклянной же поверхности, а затем при нагревании прочно «спаивались» с нею. При помощи освещения источником света, расположенным сзади изделия, у зрителя возникало ощущение объёмного, 3D-изображения. С подобной техникой работали также П. Пикассо и Ж. Брак.
Ж.Кротти скончался в 1958 году от инфаркта, в один день со своим старшим братом, известным врачом и медицинским исследователем Андре Кротти. Архив художника хранится в «Архиве американского искусства» в Смитсонианском институте, США.

## Выставки (избранное)
- 1907 — Осенний салон (Salon d’Automne, Paris)
- 1908 — Салон Независимых (Salon des Indépendants, Paris)
- 1921 — Табу: Экспозиция работ Сюзанны Дюшан и Жана Кротти (Tabu : Exposition des oeuvres de Suzanne Duchamp et Jean Crotti, Galerie Montaigne, Paris)
- 1959/1960 — Ретроспектива работ Жана Кротти (Rétrospective Jean Crotti. 11. Dezember 1959 — 11. Januar 1960, Musée Galliéra, Paris)
- 1983 — Табу-Дада. Жан Кротти и Сюзанна Дюшан: 1915—1922 (Tabu Dada. Jean Crotti & Suzanne Duchamp : 1915—1922, Kunsthalle Bern, Musée national d’art moderne, Paris и др.).